# Телуробісмутит
Телуробісмутит — мінерал, телурид бісмуту шаруватої будови.

## Опис
Хімічна формула: Bi2Te3. Містить (%): Ві — 52,2; Те — 47,8. Домішки: Se. Сингонія тригональна. Дитригонально-скаленоедричний вид. Утворює пластинки, листуваті аґреґати. Спайність досконала по (0001). Густина 7,8. Твердість 1,5—2,0. Колір і риса свинцево-сірі. Блиск металічний, на свіжому зломі сильний. Непрозорий. Пластинки гнучкі, але не еластичні. Слабо анізотропний. Зустрічається в золотоносних кварцових жилах разом з інш. мінералами телуру, золотом і сульфідами. Рідкісний. Знахідки: Боліден (Північна Швеція), Байца-Біхорулуй (Румунія), Поділля (Україна). Назва — за складом (E. T. Wherry, 1920).
Розрізняють: телуробісмутит стибіїстий (різновид телуро-бісмутиту, що містить бл. 2,7 % стибію; Зодське родовище, Вірменія).